# Marcelo Lomba
Marcelo Lomba do Nascimento (Rio de Janeiro, 18 dicembre 1986) è un calciatore brasiliano, portiere del Palmeiras.

## Carriera
È cresciuto nelle giovanili del Flamengo.

## Palmarès

### Competizioni internazionali
- Recopa Sudamericana: 1

Palmeiras: 2022

### Competizioni statali
- Campionato paulista: 3

Palmeiras: 2022, 2023, 2024

### Competizioni nazionali
- Supercoppa del Brasile: 1

Palmeiras: 2023
- Campionato brasiliano: 1

Palmeiras: 2023